# 水母蛸科
水母蛸科（學名：Amphitretidae）為無翅亞目章魚總科下的一個科，包含了3個原本為獨立科的亞科，屬於棲息於中層帶的章魚。水母蛸科物種的特徵在於每條觸腕僅具有單排的吸盤、膠質的身體、以及非半球形的眼睛。

## 分類學
水母蛸科底下包含有三個亞科：
- 水母蛸亞科 Amphitretinae Hoyle, 1886
  - 水母蛸屬 Amphitretus Hoyle, 1885
- 單盤蛸亞科（英语：Bolitaeninae） Bolitaeninae Chun, 1911
  - 單盤蛸屬（英语：Bolitaena） Bolitaena Steenstrup, 1859
  - 乍波蛸屬（英语：Japetella） Japetella Hoyle, 1885
  - 背形蛸属（英语：Dorsopsis） Dorsopsis Thore, 1949（未定學名）
- 玻璃蛸亞科（英语：Vitreledonella） Vitreledonellinae Robson, 1932
  - 玻璃蛸屬（英语：Vitreledonella） Vitreledonella Joubin, 1918